# Governo Moro V
Il Governo Moro V è stato il trentaduesimo esecutivo della Repubblica Italiana, il quinto e ultimo della VI legislatura.
Rimase in carica dal 12 febbraio al 30 luglio 1976, per un totale di 169 giorni, ovvero 5 mesi e 18 giorni.
Il governo ottenne la fiducia dalla Camera il 21 febbraio 1976 con 287 voti a favore e 220 contrari, con le astensioni di PSI e PRI.
Il governo ottenne la fiducia dal Senato il 25 febbraio 1976 con 141 voti a favore e 113 contrari, con l'uscita dall'aula da parte dei socialisti e dei repubblicani.
Il governo era di minoranza in quanto i socialisti favorirono solo l'astensione ma solo per pochi mesi, infatti in aprile un articolo sull'Avanti! del segretario De Martino ne causò la caduta e le successive elezioni anticipate.

## Storia
L'ultimo governo di Aldo Moro è un ripiego contro lo spettro delle elezioni anticipate ma la maggioranza che lo sostiene, complice la questione dell'aborto e gli scandali politici, è traballante. La DC è profondamente divisa sul testo della legge ma riesce alla lunga a trovare la soluzione che dovrebbe evitare il referendum, previsto per il 13 giugno. Un emendamento passato a sorpresa, che abroga l'intero capo del codice penale sulla tutela della stirpe, finisce col far preferire un po' a tutti la soluzione delle elezioni anticipate, che porta al rinvio automatico della consultazione.

## Compagine di governo

### Sostegno parlamentare
| Camera dei deputati | Camera dei deputati | Seggi                   |
| ------------------- | --- | ----------------------- |
|                     | Democrazia Cristiana Partito Socialista Italiano Partito Socialdemocratico Italiano Partito Liberale Italiano Partito Repubblicano Italiano Südtiroler Volkspartei Union Valdôtaine Totale Maggioranza | 266 61 29 20 15 3 1 395 |
|                     | Partito Comunista Italiano Movimento Sociale Italiano Totale Opposizione | 179 56 235              |
| Totale              | Totale | 630                     |

| Senato della Repubblica | Senato della Repubblica | Seggi                 |
| ----------------------- | --- | --------------------- |
|                         | Democrazia Cristiana Partito Socialista Italiano Partito Socialdemocratico Italiano Partito Repubblicano Italiano Partito Liberale Italiano Südtiroler Volkspartei Union Valdôtaine Totale Maggioranza | 135 33 11 8 5 2 1 195 |
|                         | Partito Comunista Italiano Movimento Sociale Italiano PSI di Unità Proletaria Sinistra Indipendente Totale Opposizione                                                                                 | 74 26 11 9 120        |
| Totale                  | Totale | 315                   |

### Appartenenza politica
- Democrazia Cristiana

### Provenienza geografica
| Regione               | Presidente | Ministri | Sottosegretari | Totale |
| --------------------- | ---------- | -------- | -------------- | ------ |
| Puglia                | 1          | 1        | 4              | 6      |
| Lombardia             | -          | 3        | 5              | 8      |
| Veneto                | -          | 3        | 3              | 6      |
| Sicilia               | -          | 2        | 4              | 6      |
| Lazio                 | -          | 2        | 3              | 5      |
| Campania              | -          | 3        | -              | 3      |
| Basilicata            | -          | 2        | 1              | 3      |
| Sardegna              | -          | 1        | 2              | 3      |
| Calabria              | -          | -        | 3              | 3      |
| Emilia-Romagna        | -          | -        | 3              | 3      |
| Friuli-Venezia Giulia | -          | 1        | 1              | 2      |
| Liguria               | -          | 1        | 1              | 2      |
| Marche                | -          | 1        | 1              | 2      |
| Piemonte              | -          | 1        | 1              | 2      |
| Toscana               | -          | -        | 2              | 2      |
| Umbria                | -          | -        | 2              | 2      |
| Abruzzo               | -          | -        | 1              | 1      |
| Molise                | -          | -        | 1              | 1      |
| Trentino-Alto Adige   | -          | -        | 1              | 1      |

## Composizione
| Presidenza del Consiglio dei ministri                   | Presidenza del Consiglio dei ministri | Presidenza del Consiglio dei ministri   | Presidenza del Consiglio dei ministri          | Presidenza del Consiglio dei ministri                                                |
| Carica                                                  | Titolare                              | Titolare                                | Titolare                                       | Sottosegretario di Stato alla Presidenza del Consiglio                               |
| ------------------------------------------------------- | ------------------------------------- | --------------------------------------- | ---------------------------------------------- | ------------------------------------------------------------------------------------ |
| Presidente del Consiglio dei ministri                   |                                       |                                         | Aldo Moro (DC)                                 | - Angelo Salizzoni (DC) Segretario del Consiglio dei ministri - Gianuario Carta (DC) |
| Ministri senza portafoglio                              |                                       |                                         |                                                |                                                                                      |
| Organizzazione della pubblica amministrazione e regioni |                                       |                                         | Tommaso Morlino (DC)                           | Tommaso Morlino (DC)                                                                 |
| Ministero                                               | Ministri                              | Ministri                                | Ministri                                       | Sottosegretari di Stato                                                              |
| Affari esteri                                           |                                       |                                         | Mariano Rumor (DC)                             | - Francesco Cattanei (DC) - Luigi Granelli (DC)                                      |
| Interno                                                 |                                       |                                         | Aldo Moro (DC) ad interim (fino al 12/02/1976) | - Girolamo La Penna (DC) - Decio Scardaccione (DC) - Giuseppe Zamberletti (DC)       |
| Interno                                                 |                                       | Francesco Cossiga (DC) (dal 12/02/1976) |                                                | - Girolamo La Penna (DC) - Decio Scardaccione (DC) - Giuseppe Zamberletti (DC)       |
| Grazia e giustizia                                      |                                       |                                         | Francesco Paolo Bonifacio (DC)                 | - Renato Dell'Andro (DC)                                                             |
| Bilancio e programmazione economica                     |                                       |                                         | Giulio Andreotti (DC)                          | - Salvatore Lima (DC)                                                                |
| Finanze                                                 |                                       |                                         | Gaetano Stammati (DC)                          | - Giuseppe Cerami (DC) - Luigi Michele Galli (DC) - Filippo Maria Pandolfi (DC)      |
| Tesoro                                                  |                                       |                                         | Emilio Colombo (DC)                            | - Lucio Abis (DC) - Francesco Fabbri (DC) - Antonio Mario Mazzarrino (DC)            |
| Difesa                                                  |                                       |                                         | Arnaldo Forlani (DC)                           | - Onorio Cengarle (DC) - Luigi Dalvit (DC) - Luciano Radi (DC)                       |
| Pubblica istruzione                                     |                                       |                                         | Franco Maria Malfatti (DC)                     | - Francesco Smurra (DC) - Giorgio Spitella (DC) - Giacinto Urso (DC)                 |
| Lavori pubblici                                         |                                       |                                         | Antonino Pietro Gullotti (DC)                  | - Gian Aldo Arnaud (DC) - Guglielmo Nucci (DC)                                       |
| Agricoltura e foreste                                   |                                       |                                         | Giovanni Marcora (DC)                          | - Arcangelo Lobianco (DC) - Carlo Felici (DC)                                        |
| Trasporti e aviazione civile                            |                                       |                                         | Mario Martinelli (DC)                          | - Costante Degan (DC) - Giuseppe Sinesio (DC)                                        |
| Poste e telecomunicazioni                               |                                       |                                         | Giulio Orlando (DC)                            | - Giuseppe Fracassi (DC)                                                             |
| Industria, commercio e artigianato                      |                                       |                                         | Carlo Donat-Cattin (DC)                        | - Egidio Carenini (DC) - Nino Cristofori (DC)                                        |
| Sanità                                                  |                                       |                                         | Luciano Dal Falco (DC)                         | - Franco Foschi (DC)                                                                 |
| Commercio con l'estero                                  |                                       |                                         | Ciriaco De Mita (DC)                           | - Ignazio Vincenzo Senese (DC)                                                       |
| Marina mercantile                                       |                                       |                                         | Giovanni Gioia (DC)                            | - Primo Lucchesi (DC)                                                                |
| Partecipazioni statali                                  |                                       |                                         | Antonio Bisaglia (DC)                          | - Francesco Bova (DC)                                                                |
| Lavoro e previdenza sociale                             |                                       |                                         | Mario Toros (DC)                               | - Tina Anselmi (DC) - Manfredi Bosco (DC) - Alberto Del Nero (DC)                    |
| Beni culturali e ambiente                               |                                       |                                         | Mario Pedini (DC)                              | - Alberto Spigaroli (DC)                                                             |
| Turismo e spettacolo                                    |                                       |                                         | Adolfo Sarti (DC)                              | - Antonino Drago (DC)                                                                |

## Cronologia

### 1976

#### Gennaio
- 7-10 gennaio: all'indomani delle dimissioni del governo Zaccagnini dichiara che la DC rifiuterà pregiudizialmente l'apporto del PCI, col quale può esserci confronto ma non intesa. Il PSI presenterà un documento economico da sottoporre agli altri partiti. Il PSDI sostiene la necessità di tornare a un centro-sinistra a quattro con DC, PSI e PRI. I repubblicani decideranno dopo il vaglio delle proposte socialiste da parte della DC.[8]
- 8-10 gennaio: il New York Times e il Washington Post pubblicano alcune rivelazioni circa un finanziamento di sei milioni di dollari voluto dal presidente Gerald Ford ed erogato materialmente dalla CIA a favore della DC, del PRI e del PSDI. A rimbalzare sulla stampa americana ed italiana è una polemica tra il direttore dell'agenzia e il senatore Claiborne Pell sul metodo utilizzato e più ancora sull'esiguità della cifra rispetto al volume di spese dei partiti italiani. Mentre i partiti accusati smentiscono seccamente il portavoce della Casa Bianca polemizza contro la fuga di notizie senza confermare o smentire i fatti.[9]
- 10-12 gennaio: iniziano le consultazioni del capo dello stato. Aldo Moro riceve l'incarico di succedere a se stesso senza nessuna indicazione sul mandato e sulla formula di governo.
- 14 gennaio: esce il primo numero del quotidiano La Repubblica diretto da Eugenio Scalfari.
- 16 gennaio: il presidente americano Gerald Ford oppone il veto alla pubblicazione del rapporto del congresso sui finanziamenti della CIA ai partiti italiani anticomunisti erogati in occasione delle elezioni politiche del 1972.[10]
- 21 gennaio: mentre è impegnato in una difficile trattativa per la costituzione di un bicolore coi socialisti, che a loro volta intrattengono rapporti ufficiali col PCI, Moro, in carica per il disbrigo degli affari correnti, è costretto a chiudere il mercato ufficiale dei cambi a causa di un crollo tra il 5 e il 6% nei confronti del dollaro.
La DC, preso atto della contrarietà delle correnti interne di centro-destra e dell'opposizione socialdemocratica all'ipotesi di un esecutivo DC-PSI fa sapere che potrebbe orientarsi per un rinvio del governo alle camere per un voto di fiducia. Tale soluzione presuppone un accordo tra i due partiti sul programma economico dell'esecutivo.[11]
- 25 gennaio: Moro sale al Quirinale per riferire a Leone l'esito delle sue consultazioni. Dopo le voci di un tripartito, dapprima DC-PSI-PRI, in seguito DC-PSDI-PRI, il presidente incaricato espone al capo dello stato le decisioni della direzione nazionale democristiana: monocolore DC o rinvio alle camere del governo. Un comunicato ufficiale del Quirinale annuncia un nuovo giro di consultazioni per evitare che la sfiducia al governo dimissionario possa provocare l'interruzione della legislatura.[12]
- 26 gennaio: il New York Times e l'emittente televisiva CBS divulgano alcuni brani del rapporto presentato dalla commissione d'inchiesta sulla CIA. Secondo i dati esposti 21 politici italiani, prevalentemente della DC e del PSDI, sono stati finanziati con sette miliardi di lire per le regionali del 15 giugno 1975. Dal 1945 al 1975, inoltre, la CIA ha investito nell'intervento anticomunista 41 miliardi di lire.[13]

#### Febbraio
- 4 febbraio: lo scandalo dei finanziamenti americani ai partiti anticomunisti si allarga. Sulla base della documentazione resa pubblica dal senatore Frank Church, il democristiano Luigi Gui e il socialdemocratico Mario Tanassi hanno incassato 1,680 milioni di dollari per agevolare la vendita all'Italia di 14 aerei Hercules C-130. Mentre gli interessati smentiscono e minacciano querele il governo uscente viene chiamato a riferire in parlamento sulla mancata richiesta della documentazione, messa a disposizione della nostra ambasciata.[14]

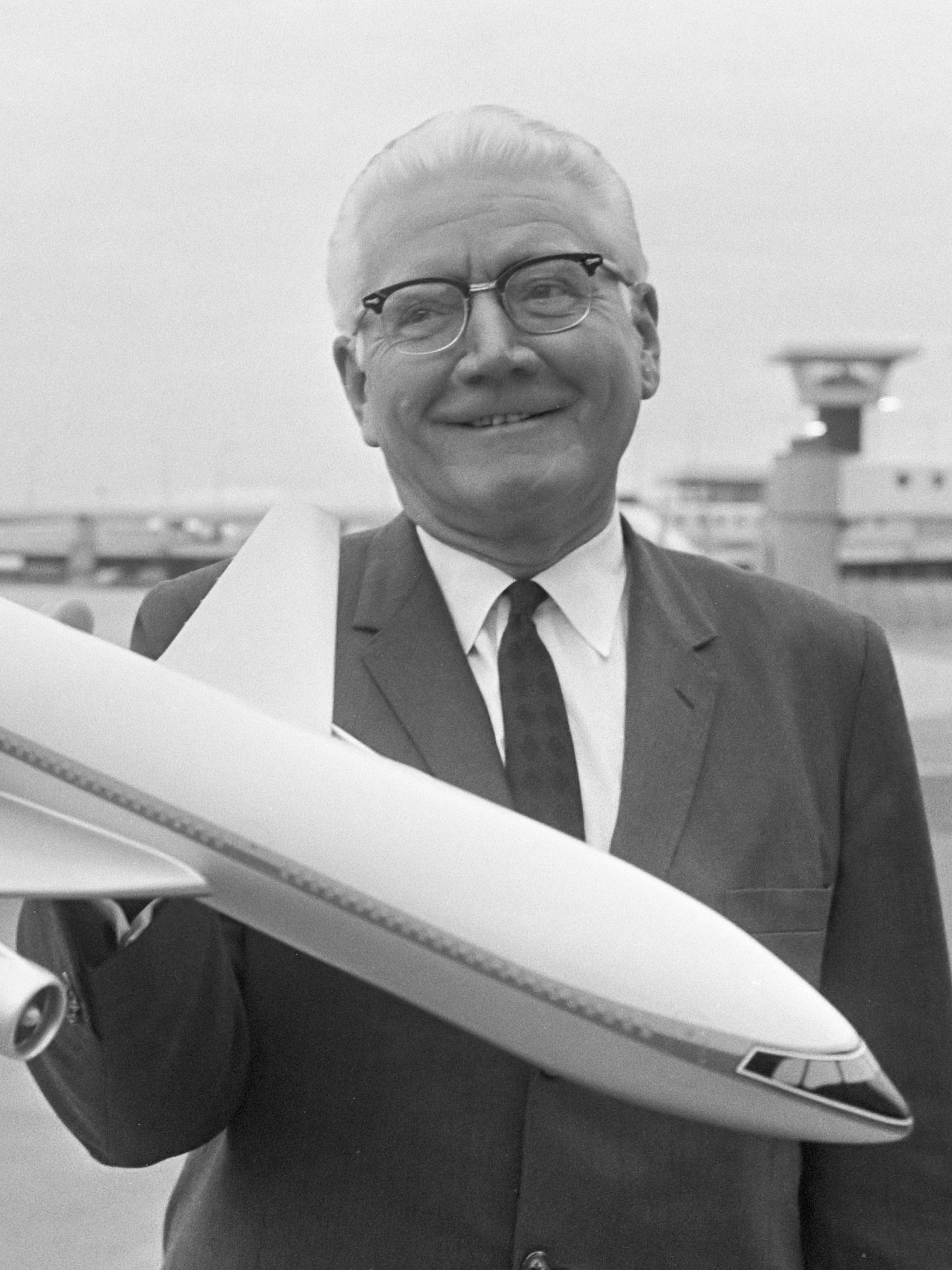
Carl Kotchian

- 6 gennaio: il vice-presidente della Lockheed, Carl Kotchian, depone al comitato per le multinazionali del Congresso ed afferma sotto giuramento che la società ha distribuito due milioni di dollari a uomini politici italiani per vendere i propri aerei. Riservandosi di fare i nomi Kotchian aggiunge che l'intermediario tra americani e italiani è stato l'avvocato Antonio Lefebvre e che la vendita degli aerei, di cui l'Italia non aveva bisogno, era funzionale ad un artificioso rigonfiamento del fatturato estero, necessario per ottenere un prestito di 250 milioni di dollari dal governo americano.[15]
- 11 febbraio: Moro scioglie la riserva e comunica la lista dei ministri. Luigi Gui viene escluso, dopo il rifiuto dell'interim da parte di Arnaldo Forlani il ministero degli interni è affidato a Francesco Cossiga. Chiamati due tecnici alla giustizia (Francesco Paolo Bonifacio) e alle finanze (Gaetano Stammati). Nel complesso il governo mantiene quasi la stessa struttura del precedente.[16]
- 12 febbraio: la procura di Roma invia una comunicazione giudiziaria ai fratelli Antonio e Ovidio Lefebvre e una prestanome da loro utilizzata. Disposte numerose perquisizioni alla ricerca di documentazione sulla vicenda.[17]
- 14 febbraio: il ministro della difesa, Arnaldo Forlani, parla a un convegno della DC: lancia un duro attacco verso la segreteria di Zaccagnini e in un discorso ritenuto di investitura sostiene la linea della centralità democristiana in chiave di chiusura al PCI e diffidenza verso il PSI.[18]
- 19 febbraio: Moro presenta il governo ai due rami del parlamento. Nella sua relazione utilizza di continuo le parole crisi, emergenza e tensione ed ammette che il nuovo esecutivo è una soluzione tanto sgradita quanto obbligata dalla necessità di evitare la fine anticipata della legislatura. Il discorso è in gran parte dedicato al problema della lira e ai rimedi da adottare per affrontarlo senza aumentare il tasso d'inflazione. Appena sfiorato, con poche parole di circostanza, lo scandalo Lockheed.
Nel corso di un interrogatorio condotto a Milano l'amministratore delegato del Banco di Roma, Giovanni Guidi, chiama in causa Amintore Fanfani e Giulio Andreotti per il finanziamento di cento milioni di dollari erogato a Michele Sindona nel 1974. Secondo Guidi il prestito doveva colmare il vuoto creatosi nelle finanze del bancarottiere siciliano col fallimento dell'operazione Finambro: per renderlo operativo i due politici democristiani avrebbero imposto la nomina di Mario Barone come consigliere delegato del Banco e ottenuto da Sindona il già contestato finanziamento di due miliardi di lire per la DC.[19]
- 20-25 febbraio: il governo ottiene la fiducia della camera con 287 voti a favore e 220 contrari; al senato con 141 a favore e 113 contrari.
- 20-24 febbraio: Il Messaggero pubblica alcune pagine del rapporto americano sui finanziamenti della Lockheed non comprese nella copia inviata per via diplomatica al governo italiano. Il nuovo materiale contiene delle pezze d'appoggio circa le quote incassate da Gui e Tanassi quando erano ministri della difesa. Mentre il governo insedia una commissione di tre saggi per l'analisi della vicenda a Roma viene arrestato l'avvocato Vittorio Antonelli, datore di lavoro di Maria Fava, la prestanome dei due ex ministri. Un secondo ordine di cattura viene emesso contro Camillo Crociani, presidente di Finmeccanica, che si dà alla latitanza, mentre le sue ville sono perquisite.[20]
- 22 febbraio: a Milano un corteo non autorizzato di aderenti a organizzazioni abortiste inscena una contestazione contro il cardinale Giovanni Colombo mentre parla ad una manifestazione organizzata dalla curia per protestare contro la legge in discussione in parlamento.[21]
- 26 febbraio: inizia alla camera la discussione generale sulla legge per la depenalizzazione dell'aborto. Il MSI tenta una mossa ostruzionistica sollevando una eccezione di costituzionalità, che viene respinta a grandissima maggioranza, Desta comunque preoccupazione che coi missini abbiano votato a favore 39 franchi tiratori, quasi sicuramente democristiani. A nome della DC Galloni afferma che il partito è contro la completa liberalizzazione ma non ritiene la proposta contraria alla Carta.[22]
- 25-28 febbraio: consiglio nazionale PRI: Ugo La Malfa afferma che il governo è un ripiego del momento e che la soluzione dei problemi politici ed economici del paese non può prescindere dall'accordo di tutti i partiti dell'arco costituzionale.Per La Malfa le priorità sono la riduzione della spesa pubblica, la riattivazione del sistema produttivo e la riorganizzazione delle partecipazioni statali.[23]

#### Marzo

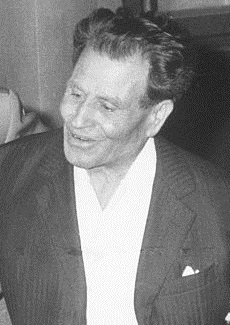
Frank Coppola

- 1 marzo: il generale Giulio Fanali, ex capo di stato maggiore dell'aeronautica, riceve una comunicazione giudiziaria per corruzione nell'ambito delle indagini Lockheed.
A Roma viene arrestato Italo Jalongo, consulente fiscale del boss mafioso Frank Coppola. Il commercialista, già indagato e assolto per collusioni mafiose, è accusato di aver distribuito un gran numero di bustarelle a funzionari del comune, della prefettura e della camera di commercio per facilitare l'apertura di supermercati e grandi magazzini.
- 3-7 marzo: congresso nazionale del PSI: viene approvata la relazione del segretario De Martino sull'atteggiamento socialista nei governi Moro, sulla gestione della crisi e sulla necessità di un'alternativa a sinistra. Il PSI esclude di poter tornare al governo con la DC prima delle prossime elezioni politiche. Pietro Nenni acclamato presidente del partito.[24]
- 4 marzo: consiglio dei ministri: il pagamento delle imposte sui redditi del 1974 verrà pagato in due rate, che salgono a quattro per quelle provenienti dal condono edilizio. Approvato un disegno di legge che rende reato, punibile da uno a sei anni, l'esportazione clandestina di capitali.
L'ex ministro Luigi Gui presenta un esposto contro ignoti per probabile millantato credito da parte di chi ha utilizzato il suo nome per favorire l'acquisto degli aerei.
Gino Sferza, presidente della catena Standa, riceve una comunicazione giudiziaria nell'ambito dell'inchiesta sulle mazzette distribuite da Italo Jalongo. Poche ore dopo Sferza, esponente di spicco della Montedison, è arrestato con l'accusa di aver affidato a Jalongo le somme da questi utilizzate per facilitare l'apertura di nuove sedi dei grandi magazzini. Una richiesta di autorizzazione a procedere viene presentata nei confronti dell'on. Gino Ippolito, socialdemocratico ed ex presidente della camera di commercio di Roma, per interesse privato in atti d'ufficio.[25]
- 6 marzo: il sottosegretario al tesoro Francesco Fabbri rassegna le dimissioni dopo aver ricevuto una comunicazione giudiziaria per falso ideologico e interesse privato in atti d'ufficio in relazione alla vendita dello stabilimento di confezioni Sanremo alla Gestione partecipazioni industriali (GEPI) nonostante la ditta non rientrasse nelle condizioni di crisi per tale operazione. Viene scoperto un buco di otto milioni di dollari nei conti dell'azienda statale.[26]
- 7 marzo: a Milano sono rinviati a giudizio i massimi dirigenti e numerosi militanti della locale federazione del MSI-DN per ricostituzione del disciolto partito fascista. Tra gli inquisiti che andranno a processo ci sono Franco Servello, Francesco Petronio e Tomaso Staiti.[27]
- 10 marzo: muore Attilio Piccioni.
- 11-15 marzo: congresso nazionale PSDI: il segretario Mario Tanassi, coinvolto nello scandalo Lockheed ed avversato per la politica destrorsa della maggioranza, viene pesantemente contestato dalla platea, che a stento gli consente di leggere la relazione. Scoppiano gravi incidenti tra tanassiani e delegati delle altre correnti quando alcuni oratori contestano le scelte locali di sinistra approvate dalla segreteria. Giuseppe Saragat acclamato segretario alla testa di una maggioranza che esclude solo i fedelissimi di Tanassi.[28]

Don Eligio

- 12 marzo: il governo concede alle compagnie petrolifere un ennesimo aumento della benzina super e normale e del gasolio per autotrazione, che aumentano mediamente di 30 lire.
A Milano e Roma vengono arrestati Don Eligio e Pietro Gelmini e l'avvocato Carmelo Conte, segretario di un'organizzazione per l'assistenza al terzo mondo. L'accusa è di truffa aggravata ai danni di un imprenditore caseario che avrebbe versato ai due fratelli 50 milioni per ottenere il posto di console della Somalia a Torino. Secondo Conte padre Eligio avrebbe inoltre ottenuto grossi finanziamenti dall'ONU per l'assistenza al terzo mondo la cui vera destinazione è da chiarire.[29]
- 15 marzo: nell'ambito della riforma della RAI il telegiornale unificato viene sostituito dalle prime edizioni del TG1 e del TG2.
- 16-17 marzo: consiglio dei ministri: la riunione è convocata d'urgenza per affrontare un nuovo scivolone della lira, crollata del 2%. Secondo il ministro delle finanze il governo deve trovare urgentemente 1.500 miliardi e la soluzione è una sovrattassa provvisoria di 350 lire sulla benzina (che salirebbe a quasi 600 lire al litro) un innalzamento al 50% dell'aliquota IVA sulla carne e una riduzione tra l'1 e il 5% della spesa pubblica. Dopo una riunione tra Moro e i segretari dei partiti dell'arco costituzionale le misure definitive sono adottate nottetempo: aumento del tasso di sconto dall'8 al 12%, e dal 15 al 16% dell'imposta sui depositi bancari; aumento a 400 lire della benzina super e 385 per la normale; aumenti da concordare per altri generi di consumo.
Alla camera si conclude la discussione generale della legge sull'aborto.[30]
- 18-23 marzo: congresso nazionale DC: Zaccagnini prende atto della fine del centro-sinistra, propone una rinnovata collaborazione col PSI e un confronto costruttivo col PCI. Non va rifiutata pregiudizialmente la proposta di Ugo La Malfa per un accordo dell'intero arco costituzionale. Fanfani rilancia l'anticomunismo vecchia maniera e rivendica il ruolo conservatore e centrista della DC. Contestata Maria Pia Dal Canton quando afferma che i sostegni missini su alcuni temi non equivalgono a sporcarsi le mani. Zaccagnini viene confermato segretario col 52% dei voti (morotei, sinistre, dorotei dissidenti) battendo Arnaldo Forlani, sostenuto da fanfaniani, dorotei, andreottiani.[31]
- 24 marzo: l'indagine sullo scandalo Lockheed porta alla riformulazione dell'accusa per tutti gli indagati da corruzione a concussione. La raccolta degli indizi porta all'apertura di un procedimento separato per Mario Tanassi davanti alla commissione parlamentare inquirente trattandosi di reato commesso nell'esercizio di una attività di governo.[32]
- 30 marzo: la neo-maggioranza della DC propone una nuova formulazione per l'articolo 1 della legge sull'aborto: al posto dell'abrogazione dell'articolo 545 del codice penale che lo rende reato si propone l'abrogazione dei Delitti contro l'integrità e la sanità della stirpe (articoli 545-555) rimuovendo quindi anche il divieto di pubblicità a metodi anticoncezionali. La mossa è mirata a far venir meno la richiesta di referendum ma i partiti laici chiedono come contropartita l'accettazione del resto della legge già sottoposta a discussione dalla camera.[33]

#### Aprile
- 2 aprile: approfittando di numerose assenze nelle file dei partiti laici la DC e il MSI-DN fanno passare un emendamento all'articolo 2 della legge sull'aborto che stravolge il testo in discussione abolendo la libera iniziativa della donna entro i tre mesi. Si torna all'aborto reato con le disposizioni che non si applicano per il pericolo della salute della madre o per gravidanza provocata da stupro. PCi e PSI insorgono e annunciano ostruzionismo per arrivare al 13 giugno e al referendum. La DC non esclude di provocare la crisi di governo per arrivare alle elezioni anticipate e al rinvio automatico di 12 mesi del referendum, che diventerebbero 24 per la mancanza dei tempi tecnici che portarono al rinvio dal 1972 al 1974 della consultazione sul divorzio.[34]
- 7-8 aprile: durante una manifestazione di protesta contro la condanna di un anarchico un agente di custodia in servizio al ministero di grazia e giustizia. L'agente, con un suo collega, stava inseguendo i giovani dopo il lancio di molotov e hanno sparato ad altezza d'uomo. Al senato il gruppo comunista presenta una proposta di legge per abrogare le norme della legge Reale che facilitano l'uso delle armi da fuoco.[35]
- 7-10 aprile: congresso nazionale del PLI: il partito è nettamente diviso in due: da una parte Giovanni Malagodi e Agostino Bignardi, sostenitori della linea moderata e conservatrice, dall'altra gli amici di Valerio Zanone favorevoli alla collaborazione col PSI per un rinnovamento dell'asse di governo. Malagodi e Bignardi non siedono alla presidenza ma si riuniscono in separata sede alla ricerca di adesioni alla loro linea politica. L'assise riconferma la gestione unitaria decisa due mesi prima: Zanone segretario, Bignardi presidente, Malagodi presidente onorario.[36]
- 17 aprile: muore Franco Restivo.
- 22 aprile: il senato approva in via definitiva alcune modifiche alla legge elettorale nazionale: la procedura viene ridotta da 70 a 45 giorni; sono istituite le sezioni ospedaliere per il voto dei ricoverati e le sezioni speciali per quelli che non possono muoversi dal letto e per i carcerati non interdetti; è abolita la sottoscrizione delle liste per i partiti e i raggruppamenti politici già rappresentati in parlamento. Rigettate le proposte di riduzione del voto ad un giorno solo e la riduzione da cinque a tre del numero degli scrutatori..[37]
- 21 aprile: il presidente della Chevron, Giovanni Theodoli, viene ferito in un attentato a colpi di pistola. L'azione è rivendicata dall'organizzazione "Formazioni armate comuniste", la stessa che ha incendiato una sede della Texaco a Firenze.[38]
- 24 aprile: il tribunale dei ministri esamina ufficialmente il rapporto americano sui finanziamenti della Lockheed, dove figura il nome di Gui ed appare chiaro il riferimento a Tanassi. In base a testimonianze raccolte dalla commissione Church il nome in codice "Antelope Cobbler" del cifrario della società americana, riferito agli anni 1965, 1968 e 1969 si riferisce al presidente del consiglio incarica: dopo l'esclusione di Moro (nel 1965 la vicenda non era ancora iniziata) le indagini si indirizzano su Giovanni Leone e Mariano Rumor.[39]
- 26 aprile: inizia alla camera il dibattito sul governo. Socialdemocratici e repubblicani respingono l'ipotesi di una maggioranza centrista, il PLI auspica una svolta a destra dell'esecutivo. I socialisti dichiarano che si limiteranno a prendere atto della situazione e decidere di conseguenza. C'è attesa per l'intervento di Moro che, contrariamente alle aspettative, non prende atto di non disporre più di una maggioranza. Il presidente del consiglio, già al centro di polemiche per aver favorito l'elezione di Fanfani alla presidenza del consiglio nazionale DC, chiede a sorpresa di poter continuare l'esperienza di governo, se necessario allargando la maggioranza fino al PCI, e di accettare la soluzione delle elezioni quando anche questa possibilità sarà esclusa.[40]
- 30 aprile: preso atto dell'impossibilità di un accordo Moro sale al Quirinale e rassegna le dimissioni.[41]